# シリヌ・ブクリ

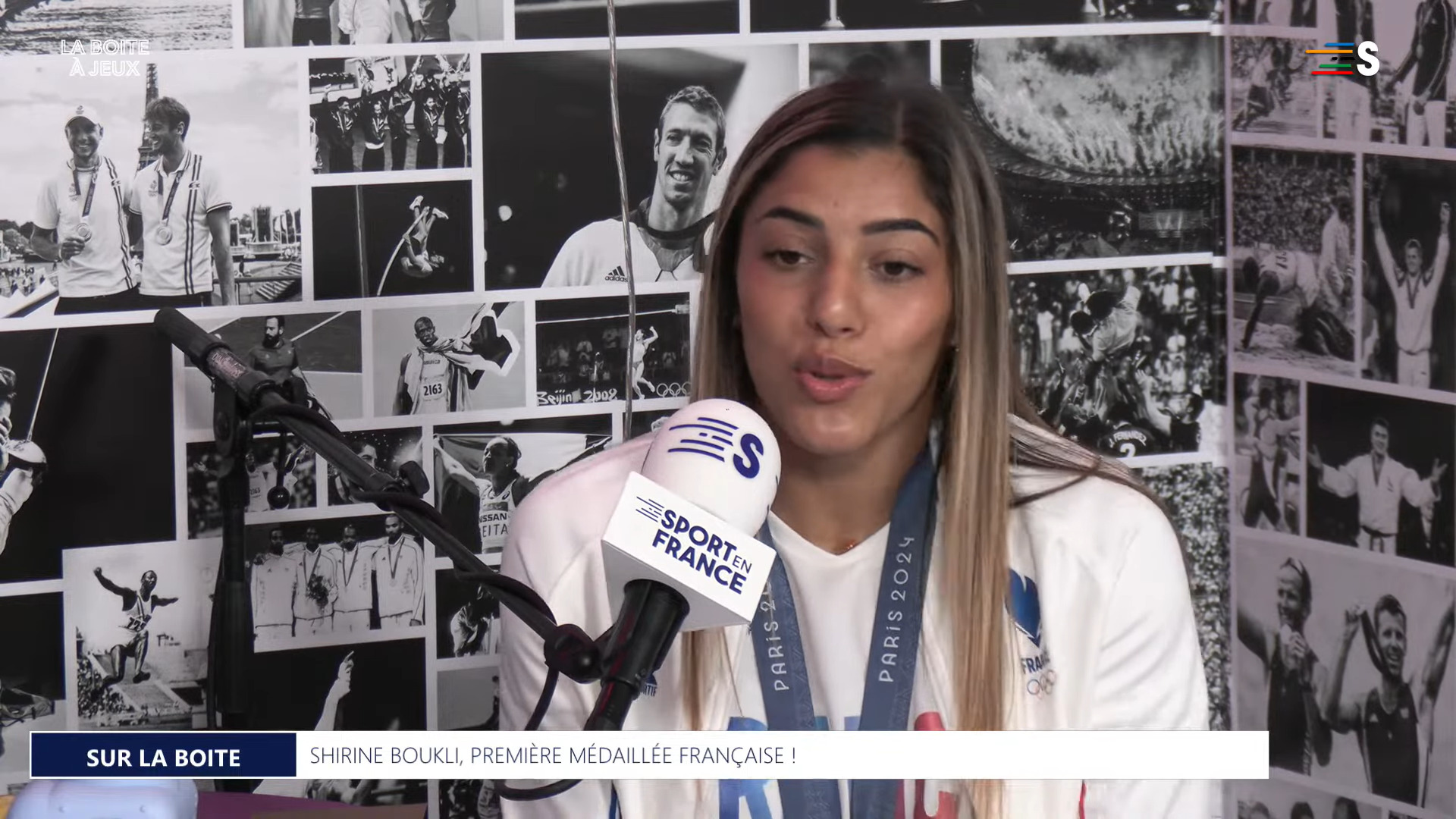

シリヌ・ブクリ（Shirine Boukli　1999年1月24日- ）はフランス出身の柔道家。階級は48 kg級。

## 経歴
柔道一家の下、4歳の時に伯父の道場で柔道を始めた。2015年の世界カデ44 kg級で5位になると、2016年のヨーロッパカデ団体戦では優勝した。2019年のヨーロッパジュニアで2位になると、世界ジュニアでも決勝で古賀若菜に合技で敗れるが2位となった。2020年のグランプリ・テルアビブでは決勝で角田夏実に腕挫十字固で敗れるも2位、グランドスラム・パリでは準決勝で世界チャンピオンのダリア・ビロディドと8分以上の戦いの末に小外掛で敗れると、3位決定戦でも元世界チャンピオンのムンフバット・ウランツェツェグに腕挫十字固で敗れて5位だった。グランドスラム・デュッセルドルフでは決勝で元世界チャンピオンの渡名喜風南を隅返の技ありで破って、IJFワールド柔道ツアー初優勝を飾った。ヨーロッパ選手権でも優勝した。2021年のグランドスラム・テルアビブでは決勝でビロディドを足車で破って優勝した。東京オリンピックには国内のライバルであるメラニー・クレマンよりもここ最近の成績で上回っていたために代表に選出された。世界選手権では準々決勝でスペインのフリア・フィゲロアに技ありで敗れると、敗者復活戦でもモンゴルのムンフバット・ウランツェツェグに敗れて7位だった。7月に日本武道館で開催された東京オリンピックでは初戦でセルビアのミリカ・ニコリッチに反則負けを喫した。グランドスラム・パリでは準々決勝で古賀に技ありで敗れて3位だった。世界軍人選手権大会では優勝した。2022年のグランドスラム・テルアビブとヨーロッパ選手権では優勝した。ワールドマスターズでは決勝で古賀を技ありで破って優勝した。2023年の世界選手権では準々決勝で古賀を技ありで破るも、決勝で角田に巴投げで敗れて2位だった。地元で開催されたヨーロッパ選手権では、決勝でポルトガルのカタリナ・コスタを破って優勝した。2024年のグランドスラム・パリでは決勝で古賀を技ありで破って優勝した。地元で開催されたパリオリンピックでは準々決勝で角田に巴投げで敗れるも、その後の敗者復活戦を勝ち上がって銅メダルを獲得した。2025年のヨーロッパ選手権で優勝するも、世界選手権では5位だった。
IJF世界ランキングは2434ポイント獲得で1位(25/6/2現在)。

## 人物
3人の柔道家の弟がいる。映画館によく行き『ハーレイ・クインの華麗なる覚醒 BIRDS OF PREY』を見た際はよい時間を過ごせたとしている。ドラマでは『オクトーバー・ファクション』を見た際は本当に面白くて『パニッシャー』を見るのをやめました、と述べている。試合の時は縁起かつぎで初めてフランスカデ柔道選手権大会で優勝した時につけていたブラジャーをつけている。

## 主な戦績
- 2015年 - ヨーロッパカデ　団体戦　3位(44 kg級)
- 2015年 - 世界カデ　5位(44 kg級)
- 2016年 - ヨーロッパカデ　団体戦　優勝
- 2019年 - ヨーロッパジュニア　2位
- 2019年 - 世界ジュニア　2位
- 2020年 - グランプリ・テルアビブ　2位
- 2020年 - グランドスラム・パリ　5位
- 2020年 - グランドスラム・デュッセルドルフ　優勝
- 2020年 -　グランドスラム・ブダペスト　5位
- 2020年 - ヨーロッパ選手権　優勝
- 2021年 -　グランドスラム・テルアビブ　優勝
- 2021年 -　グランドスラム・カザン　5位
- 2021年 -　世界選手権　7位
- 2021年 -　グランドスラム・パリ　3位
- 2021年 -　世界軍人選手権大会　優勝
- 2021年 -　グランドスラム・アブダビ 2位
- 2022年 -　グランドスラム・テルアビブ 優勝
- 2022年 -　ヨーロッパ選手権　優勝
- 2022年 - ヨーロッパオープン・オーバーヴァルト　優勝
- 2022年 -　グランドスラム・バクー　優勝
- 2022年 -　ワールドマスターズ 優勝
- 2023年 -　世界選手権　2位
- 2023年 -　グランドスラム・バクー　3位
- 2023年 - ヨーロッパ選手権 優勝
- 2024年 -　グランドスラム・パリ　優勝
- 2024年 -　グランドスラム・アスタナ　3位
- 2024年 - パリオリンピック　3位
- 2025年 - グランドスラム・パリ　2位
- 2025年 -　グランドスラム・トビリシ　3位
- 2025年 - ヨーロッパ選手権　優勝
- 2025年 - 世界選手権　5位

(出典、JudoInside.com)

## 映像番組出演
- Coffee with Céline Episode 13 - YouTube（Judoチャンネル）2020年6月8日[20]